# Seven Ways to Scream Your Name
Seven Ways to Scream Your Name è il terzo EP pubblicato dal gruppo emo Funeral for a Friend nel 2003. 

## L'EP
L'EP è stato messo in commercio il 21 ottobre 2003 attraverso la Ferret Records ed è stato prodotto da Joe Gibb , Colin Richardson e dalla stessa band. Seven Ways to Scream Your Name è stato pubblicato negli Stati Uniti per promuovere l'album di debutto della band, Casually Dressed & Deep in Conversation. L'EP include canzoni inserite già dalla band nei primi EP, Between Order & Model e Four Ways to Scream Your Name, con in più "The Getaway Plan", presente nel singolo Juneau.

## Tracce
1. 10.45 Amsterdam Conversations – 3:46
2. Red Is the New Black – 5:14
3. The Art of American Football – 2:33
4. The Getaway Plan – 4:22
5. This Year's Most Open Heartbreak – 2:49
6. Kiss and Make Up – 3:59
7. Escape Artists Never Die – 5:27